# Leiomylia anomala
Leiomylia anomala là một loài rêu tản trong họ Myliaceae. Loài này được (Hook.) J.J. Engel & Braggins mô tả khoa học lần đầu tiên năm 2005.